# Дятлик момбаський
Дя́тлик момбаський (Campethera mombassica) — вид дятлоподібних птахів родини дятлових (Picidae). Мешкає в Східній Африці.

## Опис

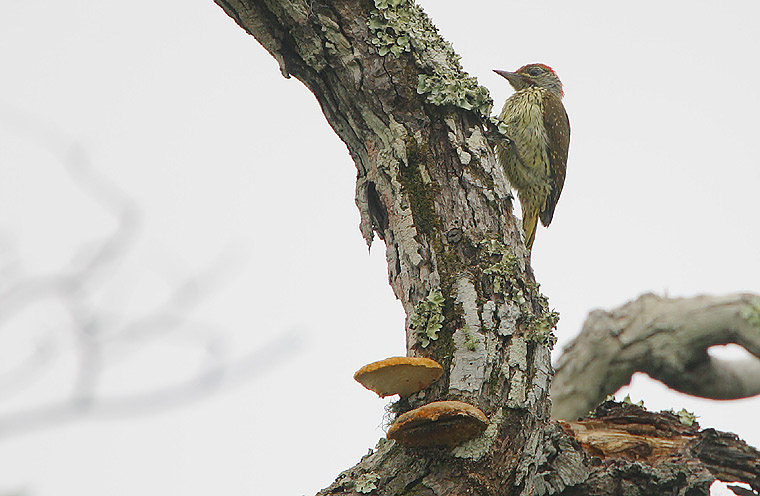
Самець момбаського дятлика

Довжина птаха становить 22 см, вага 50-71 г. У самців верхня частина тіла, включно з надхвістям і верхніми покривними перами крил золотисто-зелені, поцятковані жовтувато-білими плямками, пера на ній мають жовтуваті стрижні. Крила коричневі, поцятковані світлими плямами, деякі з яких утворюють смуги. Стернові пера золотисто-зелені або оливково-коричневі, поцятковані нечіткими смугами. Нижня частина тіла біла або охристо-біла, груди і боки мають жовтуватий відтінок. Нижня частина тіла поцяткована чорнуватими смужками, на животі і боках вони більш вузькі. Нижня сторона крил коричнева, гузка коричнева з жовтуватим відтінком. 
Пера на лобі і тімені оливково-коричневі з червоними кінчиками, потилиця червона. Обличчя охристе, голова з боків і шия білуваті, поцятковані чорними смужками. Над очима короткі білі "брови". під дзьобом короткі червоні "вуса". поцятковані чорними плямками. Підборіддя і горло білуваті, іноді поцятковані темними плямами або смужками. Дзьоб сірий, знизу біля основи зелений, лапи зеленуваті або оливково-сірі, райдужки темно-червоні.
У самиць червона пляма на голові обмежена потилицею, лоб і тім'я у них темно-оливково-зелені, поцятковані жовтувато-охристими плямками, "вуса" оливково-сірі, поцятковані чорними і білими смужками.

## Поширення і екологія
Момбаські дятлики мешкають на півдні Сомалі, в прибережних районах на сході Кенії та на північному сході Танзанії, зокрема в лісі Арабуко-Сококе, в горах Усамбара та на східних схилах Кіліманджаро. Вони живуть в приберених тропічних лісах і рідколіссях.